# Trilogía de Spider-Man
La Trilogía Original de Spider-Man (Trilogía Original de El Hombre Araña en Hispanoamérica) es una serie de 3 películas estrenadas en la década del 2000 basadas en el personaje de Spider-Man, de Marvel. Todas son dirigidas por Sam Raimi, protagonizadas por Tobey Maguire y producidas por Sony Pictures.
En 2002, se estrenó la primera película de Spider-Man, dirigida por Sam Raimi, escrita por David Koepp, e inspirada en el personaje homónimo creado por Stan Lee y Steve Ditko en 1962. Fue la tercera de la serie de películas de los superhéroes de Marvel que iniciaría la película Blade en el año 1998 y le seguiría la película X-Men en el año 2000.
Tuvo una gran acogida de público, sobre todo debido a la gran cantidad de seguidores del personaje de cómic y a los excelentes efectos especiales que John Dysktra (ASC-Sony Pictures Imageworks Inc.) creó para la película logrando ser nominada al Óscar en la categoría de "Mejores efectos visuales". Además, James Acheson creó unos vestuarios muy adecuados para los personajes.
Tras el éxito de esta película, en junio de 2004 se estrenó su secuela, Spider-Man 2 (El Hombre Araña 2 en Hispanoamérica), y posteriormente el 4 de mayo de 2007 Spider-Man 3 (El Hombre Araña 3 Hispanoamérica).
Las primeras dos películas de Spider-Man fueron musicalizadas por el compositor Danny Elfman. No obstante, la segunda película contó con la participación adicional de los músicos John Debney y Christopher Young. Para Spider-Man 3, Young se encargó de musicalizar la película.

## Desarrollo
La primera película de acción en vivo del personaje fue el corto no autorizado Spider-Man por Donald F. Glut  se realizó en 1969. Esta fue seguida por la película para televisión americana The Amazing Spider-Man, transmitida por la cadena estadounidense CBS en 1977. Fue protagonizada por Nicholas Hammond y usada para que fuese un episodio piloto la serie de televisión en horario semanal.
Posteriormente los derechos del personaje fueron adquiridos en 1985, y pasando en manos de varios estudios y compañías cinematográficas hasta llegar a Sony Pictures Entertainment (Columbia Pictures) por $10 millones (más 5 % de los ingresos brutos de cualquier película y la mitad de los ingresos de productos de consumo). La franquicia inició en mayo del año 2002 con Spider-Man, que fue dirigida por Sam Raimi y protagonizada por Tobey Maguire; dicha película logró ser tan exitosa que se hicieron dos secuelas; se tenía planeado hacer una cuarta película y un spin-off del personaje Venom, pero fueron canceladas (en realidad la película de Venom quedó en pausa) por problemas de guion, dirección, producción y reparto. Las dos primeras películas fueron recibidas con críticas positivas, la segunda más que la primera, mientras que la tercera película recibió una respuesta más mixta, aun así la trilogía entera rompió récords en taquilla. En 2010 se anunció que se iba a reiniciar la franquicia, con Marc Webb como director y Andrew Garfield como protagonista La película fue llamada The Amazing Spider-Man (2012),

### Dirección

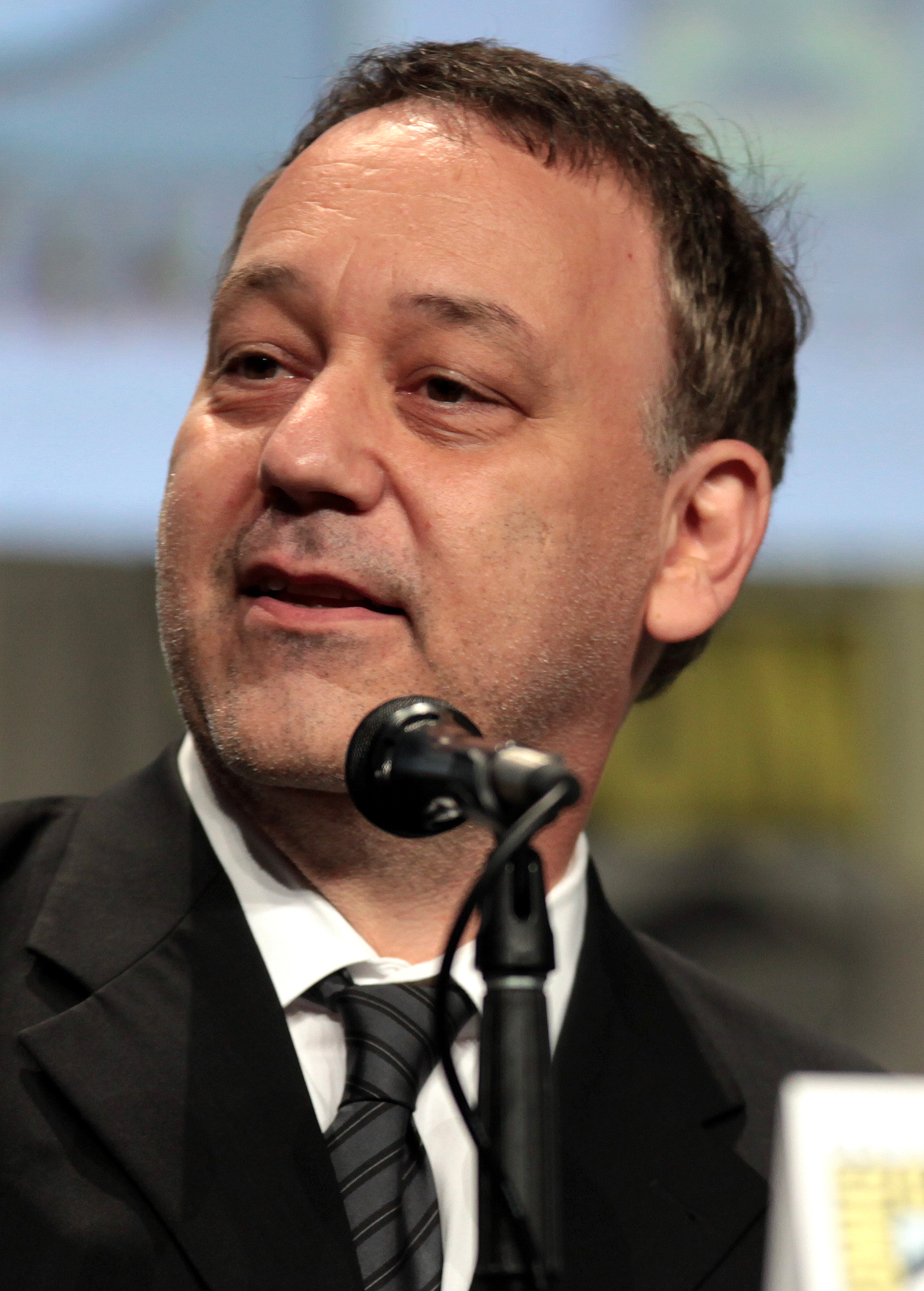
Sam Raimi dirigió la trilogía de Spider-Man desde 2002 hasta 2007.

En realidad, el director de la cinta iba a ser James Cameron, sin embargo, al final fue encomendada a Sam Raimi. La idea de los disparadores orgánicos se originó en la versión de Cameron.
La filmación se fijó para comenzar el siguiente noviembre en Nueva York por Sony. El lanzamiento de la película fue establecido para un año más tarde, pero la película fue aplazada al 3 de mayo de 2002, la filmación comenzó oficialmente el 8 de enero de 2001 en Culver City (California). El Sony Stage fue usado cómo el Forest Hills de Peter, para la secuencia de lucha libre donde Peter lucha contra Bonesaw McGraw (Randy Savage) y también para la compleja secuencia de Times Square donde Spider-Man tiene la batalla con el duende por primera vez.

## Películas
| Película     | Fecha de lanzamiento | Director  | Guionista (s)                         | Historia                                    | Productor                             |
| ------------ | -------------------- | --------- | ------------------------------------- | ------------------------------------------- | ------------------------------------- |
| Spider-Man   | 3 de mayo de 2002    | Sam Raimi | David Koepp                           | David Koepp                                 | Laura Ziskin e Ian Bryce              |
| Spider-Man 2 | 30 de junio de 2004  | Sam Raimi | Alvin Sargent                         | Alfred Gough, Miles Millar & Michael Chabon | Laura Ziskin & Avi Arad               |
| Spider-Man 3 | 4 de mayo de 2007    | Sam Raimi | Sam Raimi, Ivan Raimi & Alvin Sargent | Sam Raimi e Ivan Raimi                      | Laura Ziskin, Avi Arad & Grant Curtis |

### Spider-Man(2002)
Spider-Man (El Hombre Araña en Hispanoamérica) es una película estadounidense de 2002 dirigida por Sam Raimi, escrita por David Koepp, e inspirada en el personaje homónimo creado por Stan Lee y Steve Ditko en 1962.
La película sigue a Peter Parker, un estudiante de secundaria huérfano que durante una excursión de la clase de ciencias en la Universidad de Columbia, es mordido por una super araña modificada genéticamente. Como resultado, Peter adquiere habilidades sobrehumanas, que incluyen mayor fuerza, velocidad y la capacidad de escalar paredes y generar redes orgánicas. Pero después de que su tío Ben sea asesinado, el adolescente se da cuenta de que debe usar sus nuevas habilidades para proteger la ciudad de Nueva York. Mientras tanto, el rico industrial Norman Osborn, el padre del mejor amigo de Peter, Harry Osborn, se somete a un suero experimental para mejorar el rendimiento, que crea una doble personalidad psicótica y asesina. Vistiendo un traje de batalla militar, Norman se convierte en un extraño "Duende Verde", que comienza a aterrorizar a la ciudad. Peter, como Spider-Man, ahora debe luchar con él, todo mientras lidia con situaciones personales que involucran su vida doméstica y amorosa, como su acercamiento a su amor platónico, Mary Jane Watson..

### Spider-Man 2(2004)
Spider-Man 2 (El Hombre Araña 2 en Hispanoamérica) es una película de superhéroes estadounidense de 2004 dirigida por Sam Raimi, con un guion de Alvin Sargent basado en la historia de Alfred Gough, Miles Millar y Michael Chabon. 
Dos años después de los eventos de la primera película, Peter lucha por equilibrar su vida privada y la de superhéroe; todavía suspira por Mary Jane, quien ahora está comprometida y observa cómo en Harry crece su odio a Spider-Man al considerarlo responsable de la muerte de su padre. Spider-Man se enfrenta al científico Otto Octavius, también conocido como Doctor Octopus, quien inicialmente es mentor de su alter ego y tiene cuatro tentáculos mecánicos fusionados a su columna después de un experimento fallido basado en la fusión y se propone recrear lo mismo que podría destruir gran parte de la ciudad de Nueva York.

### Spider-Man 3(2007)
Spider-Man 3 (El Hombre Araña 3 en Hispanoamérica) es una película de ciencia ficción y acción, basada en la novela gráfica de este personaje, dirigida por Sam Raimi. Es el tercer largometraje de la saga Spider-Man, fue estrenado el 4 de mayo de 2007.
Un año después, Peter ha logrado consolidar tanto su trabajo como héroe y su relación con Mary Jane. Pero enfrenta graves problemas; Harry, ya enterado de su doble personalidad, ha adquirido las habilidades de su padre y se transforma en el nuevo Duende Verde, se enfrenta a una fuerte competencia en el periódico con Eddie Brock, otro fotógrafo que se propone difamar a Spider-Man e incriminarlo y hace frente a la aparición de Flint Marko, un convicto fugitivo que cae en un acelerador de partículas y se convierte en un monstruo de arena que cambia de forma conocido como Sandman. Más tarde, Peter se entera de que Marko mató al tío Ben, lo que provoca que crezcan las oscuras intenciones de Peter. Esta vendetta se ve reforzada por la aparición de la misteriosa sustancia simbiótica alienígena negra que se une a Peter, lo que resulta en la formación de un nuevo traje negro. Una vez que Peter se separa del alienígena, encuentra un nuevo anfitrión en Brock, lo que resulta en la creación de Venom y Peter Parker tiene que luchar contra los villanos.

### Secuela cancelada
En 2008 Spider-Man 4 entró en desarrollo, con Sam Raimi como director. Existieron rumores de que Tobey Maguire y Kirsten Dunst no iban a regresar, pero Sony desmintió diciendo que sí volverían. Una quinta y sexta entrega estaban previstas. Filmar las dos secuelas al mismo tiempo estaba bajo consideración, pero Raimi confirmó que solo la cuarta estaba en desarrollo y que una iba a ser la continuación de la otra. Sony contrató a David Koepp, el escritor de la primera película, y a James Vanderbilt para escribir guiones de Spider-Man 5 y Spider-Man 6. 
El reparto para Spider-Man 4 además de Tobey Maguire y Kirsten Dunst serían:
- Dylan Baker repetiría su rol de Dr. Curt Connors, pero este ya se volvería El Lagarto.
- John Malkovich iba a ser Adrian Toomes / El Buitre.
- Anne Hathaway iba a ser Felicia Hardy, primero no iba a ser la Gata Negra sino que se llamaría The Vulturess, ya que ambos eran padre e hija, pero Raimi confirmó que sí interpretaría después a la Gata Negra.
- Bruce Campbell se rumoreaba que iba a ser Mysterio, pero este mismo desmintió los rumores en una convención de cómics de 2019, diciendo que eran totalmente falsos y que nunca recibió una llamada de Raimi para el papel.

Los fanes querían a Carnage interpretado por Jim Carrey, pero Raimi no quería incluir a Carnage, al igual que Venom.
Empezaría con la aparición de Mysterio siendo capturado por Spider-Man, Peter tendría que mudarse de donde vivía. Después de lo sucedido con Mary Jane Watson en Spider-Man 3 Peter saldría con una nueva chica llamada Felicia Hardy. El Buitre era el padre de su novia, su futuro suegro, al final Spider-Man mataría al Buitre poniendo a Felicia Hardy en contra de él. También se iba mostrar como el Dr. Connors se transformaría en el Lagarto como futuro enemigo de Spider-Man. Sam Raimi quedó decepcionado de Spider-Man 3 y escribió un guion pero no le gustó y lo corrigió más de 5 veces. 
Sony amenazaba a Raimi con que la fecha de estreno fuera el 6 de mayo de 2011, además ya había rumores sobre un posible reinicio.
Entonces Raimi decidió retirarse del proyecto.

### Reinicio

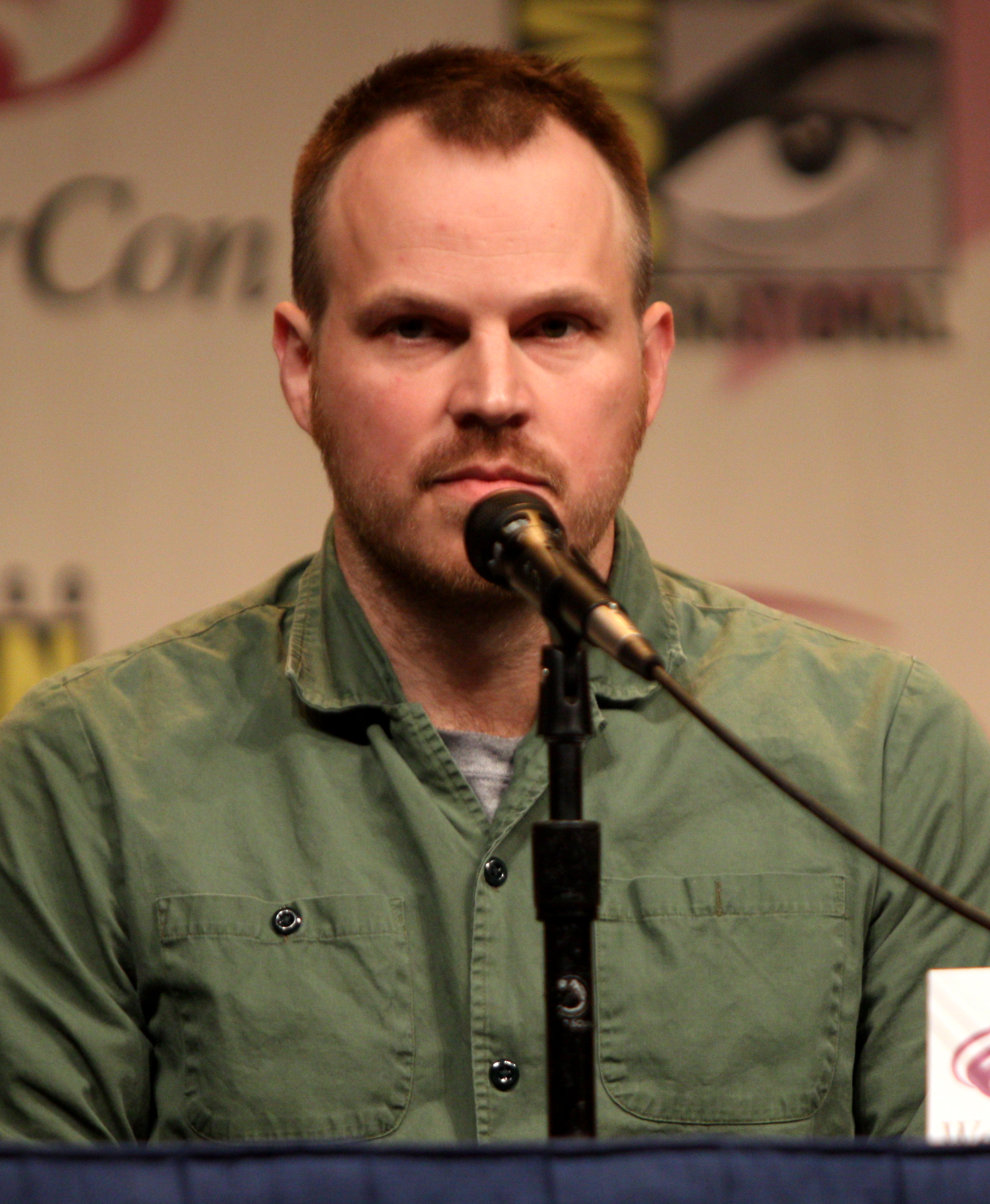
Marc Webb tomó las riendas de Spider-Man en 2012.

#### The Amazing Spider-Man(2012)
El 10 de enero de 2010 Marvel anunció la cancelación de la cuarta entrega de Spider-Man debido a problemas con el guion y dirección. A la vez, anunció oficialmente que para 2012 se haría un reinicio con nuevo elenco y director, estando altamente influenciada por la serie de cómics Ultimate Spider-Man. Pocos días después, el 14 de enero Columbia Pictures y Marvel anunciaron que Marc Webb sería el director de la cinta y que el joven actor Andrew Garfield sería el nuevo Spider-Man. La película se estrenó en julio de 2012 y está protagonizada por Andrew Garfield (Peter Parker / Spider-Man), Emma Stone (Gwen Stacy), Rhys Ifans (Dr. Curt Connors / Lagarto), Martin Sheen (Ben Parker), Sally Field (May Parker), Denis Leary (Capitán Stacy) y Chris Zylka (Flash Thompson).

## Recepción

### Crítica
David Ansen de Newsweek dice haber disfrutado la franquicia de Spider-Man, pero que hubiera esperado que Spider-Man 2 fuera «un poco menos romántica». Ansen vio Spider-Man 3 pensó que «fue la película más extraña y grandiosa». Tom Charity de CNN dice haber apreciado las 3 primeras películas pero pensaba «que faltaba algo», aunque también destacó la calidad de los efectos especiales. Cuándo vio la Spider-Man 2 dijo que el vestuario del Doctor Octopus era algo «atractivo», le agradaron los efectos visuales de Spider-Man 2 ganando un Óscar y cuándo vio a Sandman dijo que «era un triunfo en el programa CGI».
| Película                | Rotten Tomatoes        | Rotten Tomatoes      | Rotten Tomatoes        | Metacritic       | CinemaScore | IMDb                | FilmAffinity       |
| Película                | Reacción de la crítica | Críticos importantes | Recepción del público  | Metacritic       | CinemaScore | IMDb                | FilmAffinity       |
| ----------------------- | ---------------------- | -------------------- | ---------------------- | ---------------- | ----------- | ------------------- | ------------------ |
| Spider-Man              | 90% (247 críticas)     | 86% (56 reseñas)     | 67% (34 293 810 votos) | 73 (38 críticas) | A-          | 7.4 (817 331 votos) | 6.4 (93 674 votos) |
| Spider-Man 2            | 93% (275 críticas)     | 97% (63 reseñas)     | 82% (1 148 634 votos)  | 83 (41 críticas) | A-          | 7.4 (653 776 votos) | 6.2 (91 910 votos) |
| Spider-Man 3            | 63% (261 críticas)     | 52% (69 reseñas)     | 51% (2 262 620 votos)  | 59 (40 críticas) | B+          | 6.3 (591 725 votos) | 5.4 (73 366 votos) |
| Promedio de la trilogía | 82%                    | 78%                  | 67%                    | 72               | A-          | 7.0                 | 6.0                |

### Taquilla
| Película             | Estreno en EE. UU.   | Ingresos         | Ingresos          | Ingresos       | Ranking histórico | Ranking histórico | Ranking histórico      | Presupuesto  |
| Película             | Estreno en EE. UU.   | EE. UU. y Canadá | Otros territorios | Mundial        | EE. UU. y Canadá  | Mundial           | Ranking de la trilogía | Presupuesto  |
| -------------------- | -------------------- | ---------------- | ----------------- | -------------- | ----------------- | ----------------- | ---------------------- | ------------ |
| Spider-Man           | 3 de mayo de 2002    | $403.706.375     | $418.002.176      | $821.708.551   | #24               | #63               | #2                     | $139.000.000 |
| Spider-Man 2         | 30 de junio de 2004  | $373.585.825     | $410.180.516      | $783.766.341   | #33               | #73               | #3                     | $200.000.000 |
| Spider-Man 3         | 4 de mayo de 2007    | $336.530.303     | $554.341.323      | $890.871.626   | #46               | #46               | #1                     | $258.000.000 |
| Total de la trilogía | Total de la trilogía | $1.113.822.503   | $1.382.524.015    | $2.496.346.518 | #23               | #20               | #                      | $597.000.000 |

## Reparto

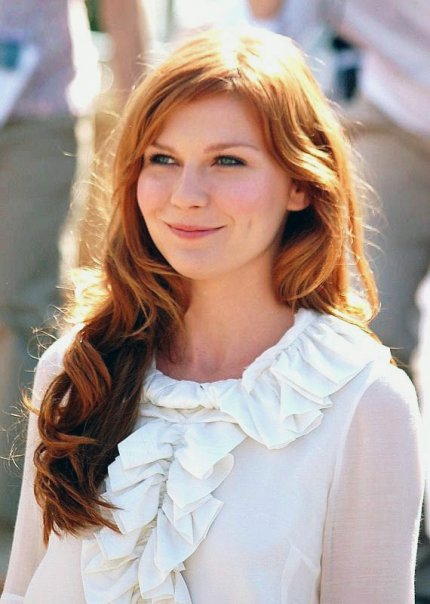
Dunst en el estreno de Marie Antoinette, en el Festival de Cannes.

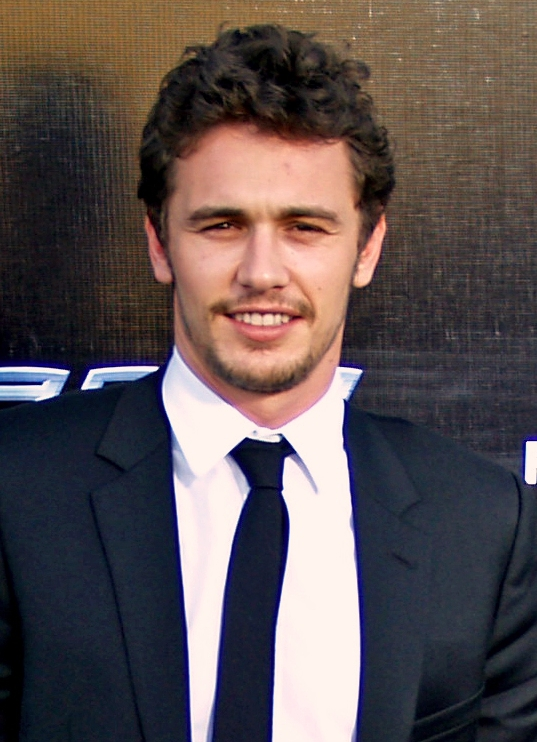
Franco en el estreno de Spider-Man 3, en el 2007.

- Ryan Phillippe, Wes Bentley, Thomas Ian Nicholas, Leonardo DiCaprio y James Franco

fueron los primeros nombres en hacer la audición para el papel de Peter Parker/Spider-Man.
- James Franco hizo la audición principalmente para el papel de Peter Parker/Spider-Man, sin embargo terminó quedándose con el papel de Harry Osborn, Sam Raimi no hizo audiciones para este personaje puesto que le gustó la forma de actuar de Franco.
- Nicholas Cage y John Malkovich fueron considerados para el papel de Norman Osborn/Duende Verde.[14]

Finalmente se escogió a los siguientes actores:
| Personaje                          | Spider-Man                                        | Spider-Man 2                 | Spider-Man 3                       | Actor de voz España    | Actor de voz México    |
| ---------------------------------- | ------------------------------------------------- | ---------------------------- | ---------------------------------- | ---------------------- | ---------------------- |
| Peter Parker / Spider-Man          | Tobey Maguire                                     | Tobey Maguire                | Tobey Maguire                      | Roger Pera             | Luis Daniel Ramírez    |
| Norman Osborn / Duende Verde       | Willem Dafoe                                      | Willem Dafoe Cameo           | Willem Dafoe Cameo                 | Salvador Vidal         | Jesse Conde            |
| Mary Jane Watson                   | Kirsten Dunst                                     | Kirsten Dunst                | Kirsten Dunst                      | Graciela Molina        | Claudia Motta          |
| Harry Osborn                       | James Franco                                      | James Franco                 | James Franco                       | José Posada            | Arturo Mercado Jr.     |
| Ben Parker                         | Cliff Robertson †                                 | Cliff Robertson † cameo      | Cliff Robertson † cameo            | Fernando Guillén       | Blas García            |
| May Parker                         | Rosemary Harris                                   | Rosemary Harris              | Rosemary Harris                    | Marta Martorell        | Ángela Villanueva      |
| J. Jonah Jameson                   | J.K. Simmons                                      | J.K. Simmons                 | J.K. Simmons                       | Lluís Marco            | Humberto Solórzano     |
| Flash Thompson                     | Joe Manganiello                                   | Joe Manganiello cameo        | Joe Manganiello cameo              | Xavier Fernández       | José Gilberto Vilchis  |
| Max Fargas                         | Gerry Becker                                      |                              |                                    | Ricky Coello           | Raúl de la Fuente      |
| Joseph «Robbie» Robertson          | Bill Nunn                                         | Bill Nunn                    | Bill Nunn                          | Rafael Calvo           |                        |
| Betty Brant                        | Elizabeth Banks                                   | Elizabeth Banks              | Elizabeth Banks                    | Cristina Mauri         |                        |
| General Slocum                     | Stanley Anderson                                  |                              |                                    | Arsenio Corsellas      | Armando Réndiz         |
| Hoffman                            | Ted Raimi                                         | Ted Raimi                    | Ted Raimi                          | Ángel de Gracia        | Roberto Mendiola       |
| Randy Savage                       | Bonesaw McGraw ('Rompehuesos' McGraw)             |                              |                                    | Enrique Serra Frediani |                        |
| Dennis Carradine                   | Michael Papajohn                                  | Referenciado                 | Michael Papajohn cameo             | Eduard Farelo          | Martín Soto            |
| Dr. Otto Octavius / Doctor Octopus |                                                   | Alfred Molina                |                                    | Gabriel Pingarrón      | Pedro Molina           |
| John Jameson                       |                                                   | Daniel Gillies               |                                    | Ricardo Tejedo         | Daniel García          |
| Dr. Curt Connors                   |                                                   | Dylan Baker                  | Dylan Baker                        | Rolando de Castro      | Pep Antón Muñoz        |
| Rosie Octavius                     |                                                   | Donna Murphy                 |                                    | Yolanda Vidal          | Alba Solá              |
| Mr. Ditkovich                      |                                                   | Elya Baskin                  | Elya Baskin                        | Martín Soto            | Yuri Mykhaylychenko    |
| Ursula Ditkovich                   |                                                   | Mageina Tovah                | Mageina Tovah                      | María Fernanda Morales | Isabel Valls           |
| Capitán George Stacy               |                                                   |                              | James Cromwell                     | Joaquín Díaz           | Jorge Santos           |
| Gwen Stacy                         |                                                   |                              | Bryce Dallas Howard                | Marta Barbará          | Xochitl Ugarte         |
| Flint Marko / Hombre de Arena      |                                                   |                              | Thomas Haden Church                | Jordi Boixaderas       | Raúl Anaya             |
| Eddie Brock / Venom                | Referenciado                                      |                              | Topher Grace                       | Jordi Pons             | Gerardo García         |
| Bruce Campbell                     | Anunciador del ring                               | Seguridad del teatro         | Es un mesero                       | Juan Carlos Gustems    | Juan Alfonso Carralero |
| Stan Lee                           | Cameo cuando el Duende Verde ataca en el Festival | Cameo salvando a una persona | Cameo hablando a Peter en la calle |                        |                        |

- Tobey Maguire hasta se identificó como Spider-Man diciendo: "Sentí que era un forastero. Creo que lo que me pasó me hizo desarrollar esta calle viendo gente y trabajando por lo que los hacía tick, preguntando si yo pude confiar o no. Fui a un montón de escuelas a lo largo de la costa de California, hice pocos amigos y me quedé con tías, tíos y abuelos, mientras que mis amigos intentaron hacer cumplir fines. Fue duro. No tuvimos ningún dinero".

## Diseño de vestuario

Un actor en el Parque Warner disfrazado con el traje que Spider-Man porta en la película.

El traje de Spider-Man estaba formado por una sola pieza y una máscara. Y el traje de Duende Verde se componía de 580 piezas diferentes. Aunque no era fiel a los cómics, se hicieron muchos diseños para el traje de Spider-Man: un diseñador de vestuario, James Acheson creó uno que tenía un emblema rojo sobre un traje negro. Para crear el traje de Spider-Man, Maguire estaba equipado con este traje, siendo cubierto con capas de fondo para crear la forma del traje. Fue diseñado como una sola pieza, excepto para la máscara y la membrana, que había acentuado el traje, fue cortado por el equipo. Las lentes de ojo de la máscara fueron diseñadas para tener una mirada de espejo. El traje del Duende Verde fue creado después de que Willem Dafoe fuese escogido, como Dafoe rechazó los diseños voluminosos inicialmente creados previamente, el diseño final se centró en un estilo más racional y atlético, y la máscara en particular fue creada para ser una versión de dibujos animados extrema de su rostro, centrándose en sus pómulos pronunciados. Algunos de los primeros diseños fueron fuertemente inspirados por los black ops. Una idea popular entre los artistas de concepto era el duende acompañado por mujeres adolescentes en vestuario y tener sus propios planeadores. Pero Sam Raimi odiaba la idea.

## Efectos especiales
John Dykstra fue contratado para producir los efectos visuales de Spider-Man en mayo de 2000. Convenció a Raimi que muchos del equipo de acrobacias participaran, como habría sido materialmente imposibles. Raimi había utilizado efectos especiales más tradicionales en sus películas anteriores y aprendió mucho acerca del uso de equipos durante la producción. Raimi trabajó arduamente para planificar todas las secuencias de Spider-Man, balanceo de los edificios, que describió como, "ballet en el cielo". La complejidad de dichas secuencias significó que el presupuesto aumentó de un previsto inicialmente 70 millones de dólares a alrededor de 100 millones de dólares. Las tomas se hicieron más complicadas debido a los esquemas de color individuales de los personajes principales, así que Spider-Man y el Duende Verde tuvieron que ser filmada por separado. Para las tomas de efectos: Spider-Man fue filmado delante de una pantalla verde, mientras que el Duende Verde fue disparado contra la pantalla azul. Al ponerlos juntos habría provocado un carácter siendo borrado de un tiro. Sam dijo que la mayor dificultad de creación de Spider-Man fue que, como el personaje fue enmascarado, inmediatamente perdió un montón de caracterización. Sin el contexto de los ojos o boca, un montón de lenguaje corporal tuvo que ponerse en forma que habría contenido emocional. Raimi quería transmitir la esencia de Spider-Man como, "la transición que se produce entre lo que un joven hombre atraviesa en la pubertad y ser un superhéroe". Dykstra dijo que su tripulación de animadores nunca había alcanzado tal nivel de sofisticación para dar toques sutiles de todavía haciendo Spider-Man sentirse como un ser humano. Cuando dos ejecutivos de los estudios mostraron fotos del personaje generadas por ordenador, creían que era realmente Maguire realizando acrobacias. Además, el equipo de Dykstra había compuesto zonas de la ciudad de Nueva York y había reemplazado cada coche en tomas con modelos digitales. Raimi no quería que se sintieran totalmente como animados, por lo que ninguno de los disparos fue generado por computadora 100 %.